# Alaksandr Dubko (Alaksandrawicz)
Alaksandr Alaksandrawicz Dubko (biał. Аляксандр Аляксандравіч Дубко, ros. Александр Александрович Дубко, Aleksandr Aleksandrowicz Dubko) – białoruski kołchoźnik i polityk, deputowany do Rady Najwyższej Republiki Białorusi XIII kadencji.

## Życiorys
W 1995 roku mieszkał w Jeziorach w rejonie grodzieńskim. Pełnił funkcję przewodniczącego zarządu kołchozu „Jeziory” w rejonie grodzieńskim, był członkiem Partii Agrarnej. W drugiej turze wyborów parlamentarnych 28 maja 1995 roku został wybrany na deputowanego do Rady Najwyższej Republiki Białorusi XIII kadencji ze skidelskiego okręgu wyborczego nr 128. 9 stycznia 1996 roku został zaprzysiężony na deputowanego. Od 23 stycznia pełnił w Radzie Najwyższej funkcję członka Stałej Komisji ds. Bezpieczeństwa Narodowego, Obrony i Walki z Przestępczością. Należał do frakcji agrariuszy. Od 3 czerwca był członkiem grupy roboczej Rady Najwyższej ds. współpracy z parlamentem Rzeczypospolitej Polskiej. 27 listopada 1996 roku, po dokonanej przez prezydenta Alaksandra Łukaszenkę kontrowersyjnej i częściowo nieuznanej międzynarodowo zmianie konstytucji, nie wszedł w skład utworzonej przez niego Izby Reprezentantów Zgromadzenia Narodowego Republiki Białorusi I kadencji. Zgodnie z Konstytucją Białorusi z 1994 roku jego mandat deputowanego do Rady Najwyższej zakończył się 9 stycznia 2001 roku; kolejne wybory do tego organu jednak nigdy się nie odbyły.